# Virgilio Levratto
Virgilio Felice Levratto (Carcare, 26 de outubro de 1904 - 18 de setembro de 1968) foi um futebolista e treinador de futebol italiano.

## Carreira
Conquistou a medalha de bronze 1928, com a Seleção Italiana de Futebol.